# Jesus Crispin Remulla
Jesus Crispin Remulla (Bacoor, 31 maart 1961) is een Filipijns politicus. Remulla werd in 2022 benoemd tot Minister van Justitie in het kabinet van president Ferdinand Marcos jr.. Daarvoor was hij lid van het Filipijns Huis van Afgevaardigden van 2019 tot 2022, gouverneur van Cavite van 2016 tot 2019 en daarvoor nog enkele termijnen afgevaardigde namens Cavite van 2010 tot 2013 en van 2004 tot 2010.

## Biografie
Jesus Crispin Remulla werd geboren op 31 maart 1961 in Manila. Zijn ouders waren politicus Juanito Remulla sr. en Ditas Catibayan. Na het voltooien van zijn middelbare schoolopleiding aan de Ateneo de Manila High School behaalde Remulla in 1983 een Bachelor of Arts-diploma politieke wetenschappen aan de University of the Philippines. In 1987 voltooide hij aan dezelde onderwijsinstelling een bachelor-opleiding rechten. In hetzelfde jaar slaagde hij tevens voor het toelatingsexamen (bar exam) van de Filipijnse balie.
Na zijn studie werkte Remulla als advocaat. Hij was seniorpartner bij Remulla and Associates Law Office. Nadien was hij raadslid van de provincie Cavite en werkte hij als consultant voor de Metropolitan Manila Development Authority (MMDA). Van 1998 tot 2001 was Remulla werkzaam voor de presidentiele staf van Joseph Estrada. Daarna was hij stafchef van senator Luisa Ejercito-Estrada.
In 2004 werd Remulla namens het 3e kiesdistrict van Cavite gekozen in het Filipijns Huis van Afgevaardigden. Drie jaar later werd hij herkozen voor een nieuwe driejarige termijn tot 2010. Bij de verkiezingen van 2010 werd Remulla opnieuw in het Huis gekozen, ditmaal namens het (nieuwe) 7e kiesdistrict van Cavite. Na drie opeenvolgende termijn in het Huis was hij van 2016 tot 2019 gouverneur van de provincie Cavite voor Remulla in 2019 voor een vierde maal gekozen werd in het Huis van Afgevaardigden. Na afloop van zijn termijn werd hij in 2022 door president Ferdinand Marcos jr. gekozen tot minister van justitie.